# Cronica vremurilor trecute

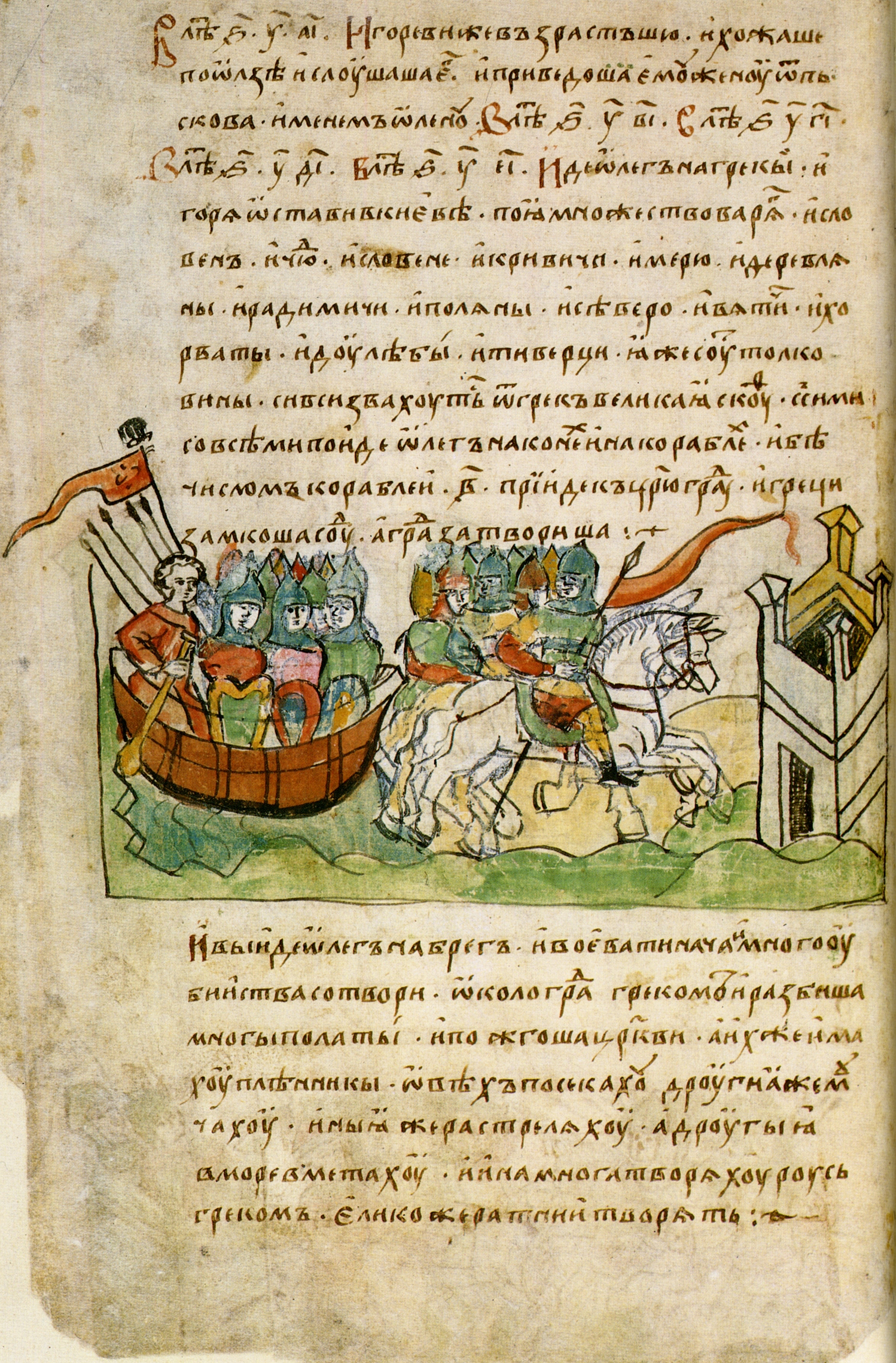
Cronica vremurilor trecute în manuscrisul cunoscut și sub numele de „Cronica Radzivill

Cronica vremurilor trecute (în limba slavă veche: Повѣсть времяньныхъ лѣтъ) este o istorie a Rusiei Kievene de pe la 850 până la anul 1110, scrisă prin anul 1113 în Kiev. Această lucrare este considerată una dintre sursele fundamentale folosite pentru interpretarea istoriei timpurii a slavilor răsăriteni.

## Cele trei ediții ale cronicii

### Prima ediție
Compilația originală a fost considerată pentru multă vreme ca fiind opera călugărului Nestor și de aceea a mai fost numită și „Cronica lui Nestor” sau „Manuscrisul lui Nestor”. Lucrarea originală nu s-a păstrat. Sursele folosite pentru această cronică includ cronici slavone mai vechi, acum pierdute, analele bizantine ale lui  Ioannes Malalas și Ghiorhios Amartolus, legendele locale și povestirile vikinge, mai multe texte religioase grecești, tratatele dintre Rusia Kieveană și Imperiul Bizantin și mărturiile unor comandanți militari precum Ian Vîșatici.  Nestor a lucrat la curtea lui Sviatopolk al II-lea și se pare că era de acord cu orientarea proscandinavă a acestuia din urmă.
Prima parte a cronicii abundă în legende, printre care cea a sosirii a trei frați varegi, a fondării Kievului, a asasinării liderilor varegi Askold și Dir, moartea lui Oleg, (ucis de un șarpe ascuns în scheletul calului său) și răzbunarea Olgăi, soția lui Igor, împotriva drevlianilor, care îi uciseseră soțul. Foarte interesantă este relatarea misiunii fraților Chiril și Metodiu în rândurilie slavilor răsăriteni. Nestor descrie pe scurt metodele prin care Vladimir cel Mare a impus creștinismul și a înlăturat venerarea vechilor zei ai slavilor.

### A doua ediție
Cronica lui Nestor a fost revăzută și completată în anul 1116 de către egumenul Silvestru, care și-a pus semnătura la sfârșitul lucrării. Dat fiind faptul că Vladimir Monomahul era patronul satului Vidubici, unde se afla mănăstirea condusă de Silvestru, noua ediție a fost centrată pe personalitatea cneazului și a făcut din acesta figura centrală a narațiunii. A doua versiune a Cronicii lui Nestor este păstrată în Letopisețul Laurențian.

### A treia ediție
A treia ediție a fost scrisă doi ani mai târziu fiind centrată pe persoana fiului lui Vladimir, Mstislav. Autorul acestei ultime revizuiri se poate să fi fost un grec, dat fiind faptul că numeroase date legate de istoria bizantină au fost actualizate. Această versiune se păstrează în Letopisețul Ipatiev.

## Versiuni
Dat fiind faptul că textul original a cronicii, ca și primele copii ale acestuia au fost pierdute, este dificil să se stabilească conținutul original al manuscrisului. Principalele surse cunoscute în prezent sunt letopisețele Laurențian și Ipatiev.
Letopisețul Laurențian a fost scris de către călugărul novgorodean Laurentius pentru cneazul Dimitrie Constantinovici în 1377. Textul original folosit a fost o cronică scrisă pentru marele cneaz Mihail Iaroslavici în 1305. Manuscrisul prezintă istoria de până la 1305, dar din motive necunoscute perioadele 898–922, 1263–1283 și 1288–1294 sunt omise. Manuscrisul a fost găsit și achiziționat de contele Alexei Musin-Pușkin în 1792 și oferit mai apoi  Bibliotecii Naționale a Rusiei din Sankt Petersburg.
Letopisețul Ipatiev datează din secolul al XV-lea. El incorporează numeroase informații din cronici kievene și galițiene din secolul al XII-lea, pierdute în prezent. Letopisețul este scris în dialectul estic al  limbii slavone. Dacă textul laurențian (moscovit) trasează moștenirea kieveană prin cnejii moscoviți, cel de-al doilea urmărește aceeași moștenire prin cnejii galițieni. Letopisețul Ipatiev a fost redescoperit la Kiev la începutul secolului al XVII-lea, iar prințul Constantin Ostrojski a primit o copie a acestuia. În secolul al XVIII-lea, istoricul rus Nikolai Karamzin a găsit o copie a aceluiaș manuscris în Mănăstirea Ipatiev din Kostroma.
De-a lungul timpului au fost publicate mai multe monografii și versiuni ale cronicii, cea mai veche datând din 1767. Alexei Șahmatov a publicat prima analiză lingvistică pe textul letopisețului în 1908. Dmitri Lihaciov și alți oameni de știință sovietici au preluat și revizuit analiza inițială. Ei au încercat să refacă letopisețul prenestorian, compilat la curtea lui Iaroslav I cel Înțelept pe la mijlocul secolului al XI-lea.

## Aprecieri critice
„Cronica vremurilor trecute” este unicul document care prezintă istoria timpurie a slavilor de răsărit. Relatarea sa cuprinzătoare a istoriei Rusiei Kievene nu este găsită în alte surse, deși trebuie spus că o altă cronică, Letopisețul Novgorodului, a adus corecții importante a datelor și faptelor. Această cronică este importantă și ca prim exemplu al literaturii slavone.
Cronica menționează prezența românilor (vlahilor) în Transilvania și Panonia (sec. al X-lea) în momentul năvălirii nomazilor maghiari De asemenea este menționată o cetate lângă Brăila din vremea varegilor, numită Chiovița.

## Resurse internet
Transcrieri ale textului original
- după manuscrisul laurențian
- după manuscrisul Ipatiev
- după manuscrisul novgorodean

.
Traduceri în engleză
- The Russian Primary Chronicle, Laurentian Text Arhivat în 30 mai 2014, la Wayback Machine.. Translated and edited by Samuel Hazzard Cross and Olgerd P. Sherbowitz-Wetzor. Cambridge, MA: The Mediaeval Academy of America, 1953.